# Симон (Лагов)
Архиепи́скоп Си́мон (в миру Стефа́н Миха́йлович Лагов или Логовский; 1720-е — 1804) — епископ Русской православной церкви, архиепископ Рязанский и Зарайский.

## Биография
Родился в 1720-х годах в посаде Лыткине, близ Вологды в семье крестьянина Спасо-Прилуцкого монастыря.
В 1736 году за хороший голос Стефан был взят певчим в хор епископа Вологодского Амвросия (Юшкевича). Во время пребывания Амвросия в Санкт-Петербурге, в Святейшем синоде, Стефан был с ним в столице. Когда в 1740 году Амвросий был назначен архиепископом Новгородским и Великолуцким, Стефан был определён для обучения в только что открытую Новгородскую семинарию и в связи с этим был уволен из податного сословия. Тогда же в Новгородскую семинарию поступил Тимофей Соколов, будущий святитель Тихон Задонский. Семинария была окончена им только в 1754 году; длительный период обучения был связан с недостатком учителей в недавно открытой семинарии. Ещё будучи студентом высшего (богословского) отделения семинарии, Стефан стал вести уроки в её младших классах. В 1754 году был назначен учителем пиитики в московскую Славяно-греко-латинскую академию, но уже в следующем, 1755 году, был возвращён учителем философии в Новгородскую семинарию. С 1757 года — вице-префект Новгородской семинарии.
Был пострижен в монашество 10 апреля 1758 года; 26 апреля рукоположен во иеромонаха; 28 апреля назначен префектом семинарии и учителем богословия.
В январе 1759 года был возведён в сан архимандрита Новгородского Антониева монастыря; с 22 апреля — вице-ректор Новгородской семинарии, а 8 ноября того же года назначен ректором — первым ректором Новгородской духовной семинарии из числа её выпускников.
В августе 1761 года определён архимандритом Кирилло-Белозерского монастыря и вскоре назначен членом Святейшего Синода.
С оставлением должности по Св. Синоду, 28 октября 1764 года был переведён в московский Новоспасский монастырь.
6 сентября 1769 года хиротонисан во епископа Костромского и Галичского.
31 марта 1778 года был переведён епископом Рязанским и Шацким. Будучи архиереем, он был вместе с тем и ректором Рязанской духовной семинарии и сам преподавал некоторые предметы.
После кончины епископа Тамбовского Феодосия он также в течение полутора лет (1787—1788) управлял Тамбовской епархией; 6 ноября 1792 года возведён в сан архиепископа.
С 16 октября 1799 года именовался Рязанским и Зарайским.
Был выдающимся церковным проповедником. Проповедь для него была главным орудием борьбы с расколом, а послания к духовенству или ко всей пастве — любимой формой учительства. По его просьбе учителя Рязанской семинарии составили для духовенства его епархии «Наставление о состязании с раскольниками», которое вышло в свет в Москве в 1807 году. Наряду со множеством проповедей он написал «Увещательное послание» к рязанским старообрядцам (1798), изданное лишь в 1852 году. Преосвященный обязывал священнослужителей произносить в церкви проповеди. Для приобретения опыта проповедничества он учредил методическое толкование катехизиса.
Скончался 17 (29) января 1804 года.

## Сочинения
- Поучение краткое како подобает стояти в Церкви Божией во время службы, собранное из книг учителей церковных / М. : Тип. Индрих, 1873
- Второе собрание слов и поучений, / Говоренных преосвященным Симоном, епископом Рязанским и Шацким в городе Переславле Рязанском, с 25 декабря 1779 года / Москва : Унив. тип., у Н. Новикова, 1781
- Деяния, от стороны преосвященнаго Симона, епископа Рязанскаго и Шацкаго, при случае открытия Рязанскаго наместничества происходившия от 12 декабря 1778, до 2 генваря сего 1779 года / [Москва] : Тип. Имп. Моск. ун-та [у Н. Новикова], 1779
- Новое собрание поучительных слов, / Говоренных преосвященным Симоном, епископом Костромским и Галицким в разные годы и дни, а некоторыя сказываны в бытность его Ставропигиальнаго Новоспаскаго монастыря архимандритом, и Святейшаго правительствующаго синода членом / [Москва] : Печ. при Имп. Моск. ун-те, 1778
- Поучения, сказыванныя преосвященным Симоном, епископом Костромским и Галицким в городе Костроме, в 1775 и 1776 годах [Москва] : Печ. при Имп. Моск. ун-те, 1776
- Собрание слов, речей и поучений, / Говоренных преосвященным Симоном епископом Рязанским и Шацким в городе Переславле Рязанском, с начала вступления на Рязанскую епархию, то есть, с 24 маия 1778 года / [Москва] : Унив. тип. [у Н. Новикова], 1779
- Увещательное послание к рязанской пастве Симона, архиеп. Рязанского и Шацкого, июня 1798 года : (Против раскольников) Санкт-Петербург : В. Терсков, 1852
- Слово на Новый год / Москва : Синодальная тип., 2 февраля 1769
- Поучение краткое, како подобает стояти в церкви божией во время службы [Текст] : собранное из книг учителей церковных / [Симон (Лагов)] Москва : в Университетской типографии, 1835
- Иероним (Алякринский Иван Степанович; архим. Рязанского Спасо-Преображенского мон.; 1738—1828)	Наставление правильно состязаться с раскольниками, сочиненное в Рязанской семинарии по предписанию покойнаго преосвященнаго Симона, епископа Рязанскаго и Шацкаго / Москва : В Синодальной типографии, 1830